# カルニダゾール
カルニダゾール(英：Carnidazole、商品名Spartrix、Pantrix、Gambamix）は、動物用医薬品として使用されるニトロイミダゾール系抗原虫薬である。ハトのトリコモナス感染症やジアルジア症の治療に使用される。